# La Paz (Agusan del Sur)
La Paz ist eine philippinische Stadtgemeinde in der Provinz Agusan del Sur. Sie hat 28.217 Einwohner (Zensus 1. August 2015).

## Baranggays
La Paz ist politisch unterteilt in 15 Baranggays.
- Bataan
- Comota
- Halapitan
- Langasian
- Osmeña, Sr.
- Poblacion
- Sagunto
- Villa Paz
- Angeles
- Kasapa II
- Lydia
- Panagangan
- Sabang Adgawan
- San Patricio
- Valentina